# Kejserliga japanska armén

Kejserliga japanska arméns krigsflagga.

Kejserliga japanska armén (japanska: 大日本帝国陸軍 Dai-Nippon Teikoku Rikugun), var namnet på Japans landbaserade armé från 1867 till 1945.